# クリスティーナ・アギレラ
クリスティーナ・マリア・アギレラ（Christina Maria Aguilera、1980年12月18日 - ）は、アメリカ合衆国のシンガーソングライター。身長156cm。
「ローリング・ストーンの選ぶ歴史上最も偉大な100人のシンガー」において第58位。

## 生い立ち
エクアドル出身のアメリカ陸軍軍曹の父ファウスト・ハビエル・アギレラと、ドイツ人、オランダ人、ウェールズ人の血を引くアイルランド系アメリカ人でスペイン語教師である母シェリーとの間に、ニューヨーク市のスタテンアイランドで生を受ける。3歳から6歳までの日本在住を含む世界各地の米軍基地で育つが、7歳の頃に父親の虐待が原因で両親が離婚、妹のレイチェルと共に母に連れられ、祖母の住むペンシルベニア州ウェックスフォードに移り住む。母親の再婚後は継父と3人の異父弟妹と共に暮らしていた。本人によると、3歳から6歳まで日本に住んでいた。

## キャリア

### デビュー前
1990年3月、「スター・サーチ」(Star Search)というタレント・コンテスト番組に出演するが合格せず。同年、ピッツバーグ・スティーラーズ（NFL）とピッツバーグパイレーツ（MLB）の試合の前に国歌を歌う。
12歳から14歳までは、後にスターとなるブリトニー・スピアーズやケリー・ラッセル、NSyncのジャスティン・ティンバーレイクやジョシュア・スコットらと共に、Mickey Mouse Clubのショーにも出演。
1997年、彼女の最初のシングルは中西圭三とのコラボレーションシングル「All I Wanna Do」で、日本でも彼女のビデオが流れ、ツアーも行われた。翌年にはディズニー映画「Mulan」の主題歌「リフレクション (Reflection)」のオファー（「高いEの音が出せるか？」というもの）に応え、RCA レコードと契約。

### デビュー ～ 2003年

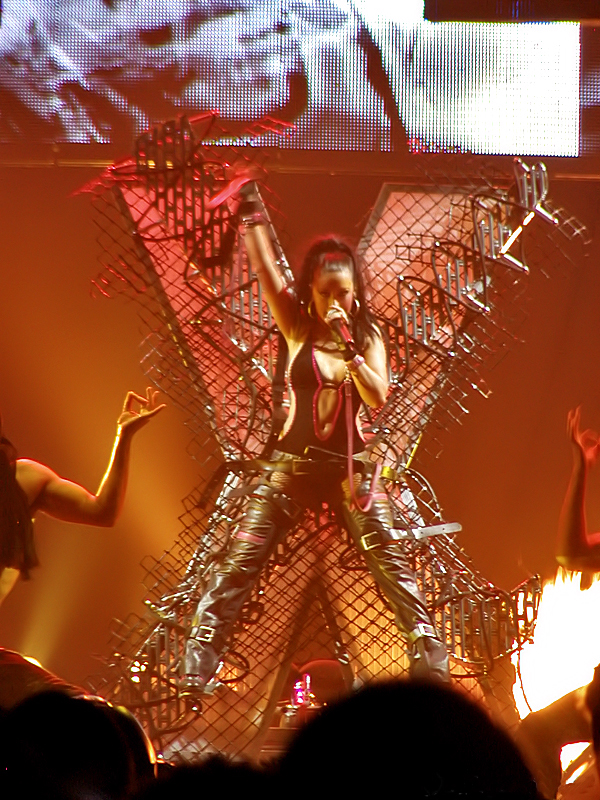
2003年、「ストリップド」のツアーでデビュー曲を歌うアギレラ

1999年、デビューアルバム『クリスティーナ・アギレラ (Christina Aguilera)』をリリースし、14,000,000枚を売り上げる。このアルバム中の曲「ジニー・イン・ア・ボトル (Genie in a Bottle)」は、観月ありさが「Love Potion」としてカバーし『ナースのお仕事4』の主題歌となった。また、この時のツアー衣装を日本のTV番組ASAYANがタイアップし、デザイナーのごあきうえが衣装をデザインする事になった。
アルバムの収録曲「ジニー・イン・ア・ボトル (Genie in a Bottle)」、「ホワット・ア・ガール・ウォンツ (What A Girl Wants)」、「カム・オン・オーヴァー・ベイビー (Come On Over Baby)」は全米で1位を獲得。その年のグラミーの最優秀新人賞を、ブリトニー・スピアーズなどの強敵を抑え受賞した。
その後、リッキー・マーティンとのデュエット曲 「ひとりにしないで (Nobody Wants To Be Lonely)」がリリース。
ミッシー・エリオットによるプロデュースで映画『ムーラン・ルージュ』の主題歌、「レディ・マーマレイド」でLil' KimやP!NK、Mýaと競演。全米1位を記録し、グラミー賞も獲得。
2001年、スペイン語アルバム 『ミ・リフレホ〜マイ・リフレクション (Mi Reflejo)』をリリース。ラテングラミーで最優秀ポップボーカルアルバムを受賞。
2002年、セカンドアルバム『ストリップト (Stripped)』を発表。メイクや服装もデビュー当時の清純なイメージから露出度の高い派手なものにかわったが、このアルバムでも大ヒットを記録し、12,000,000枚を売り上げた。ラッパーのリル・キムをフィーチャーするなどし、パワフルなR&Bやポップ、彼女の歌唱力が映えるバラード等、様々な楽曲を収録。このアルバムタイトル同様、彼女の歌詞は赤裸々なものになり、社会的弱者への共感を歌った「ビューティフル (Beautiful)」などが高く評価された。

### 2004年 ～ 2008年

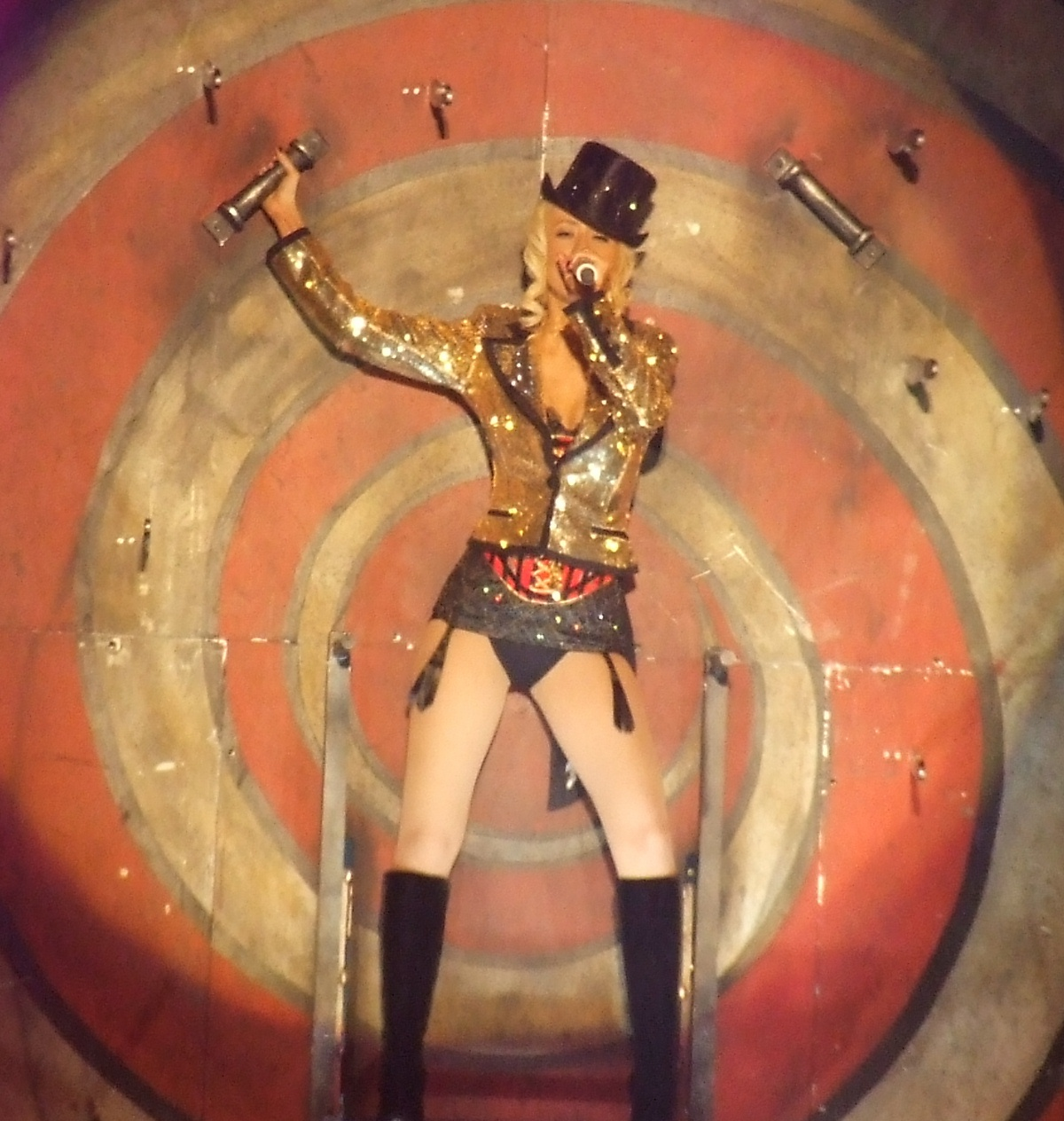
2006年、「バック・トゥ・ザ・ベーシックス」のツアーにて

2004年、喉の疲労でチンギーとのツアーをキャンセル。この年のMTV ビデオ・ミュージック・アウォーズではマドンナとのキスシーンという衝撃的なステージを披露。また、ミッシー・エリオットのプロデュースとラップでフィーチャーした「カー・ウォッシュ (Car Wash)」を発表。「シャーク・テイル」の主題歌に起用される。
ハービー・ハンコックのアルバムで、レオン・ラッセルの「A Song For You」をカバーし、グラミーでハービーとの競演を果たした。
2006年、アンドレア・ボチェッリのアルバムに参加。クラシカルなボーカルにも挑戦し、高く評価される。
8月9日には、オリジナル英語アルバムとしては4年ぶりとなる『バック・トゥ・ベーシックス (Back To Basics)』が日本でリリースされ、TOP10に入るヒットとなっている。ザ!世界仰天ニュースのエンディングとして使われていた「エイント・ノー・アザー・マン(Ain't No Other Man)」が収録されている。
2008年にデビュー10周年を迎え、初のベストアルバム「キープス・ゲッティン・ベター〜グレイテスト・ヒッツ (Keeps Gettin' Better～A Decade of Hits)」を発売した。

### 2009年 - 現在
2008年から2010年にかけてレコーディングが行われていた自身4枚目のオリジナル・アルバム『バイオニック（Bionic）』を、2010年6月にリリース。最初の週に11万枚のCDを売り上げるも、前作の3分の1の売上にしかならなかった。
2010年公開のミュージカル映画『バーレスク』で映画デビューを果たす。
2010年11月、ハリウッドのウォークオブフェイムに名前入りのプレートが埋め込まれ、殿堂入りを果たす。
2011年2月6日に行われた第45回スーパーボウルでアメリカ国歌を斉唱したが、歌詞を間違える失敗をした。
2011年にはアメリカのタレントオーディション番組「The Voice」に審査員として出演。そこで同じく審査員として共演したアダム・レヴィーンがボーカルを務めるマルーン5とのコラボシングル「ムーヴス・ライク・ジャガー/Moves Like Jagger マルーン5 Feat.クリスティーナ・アギレラ」がリリースされた。
2012年9月、「The Voice」の出演を9月10日からスタートした第3シーズンを以って降板すると発表された。

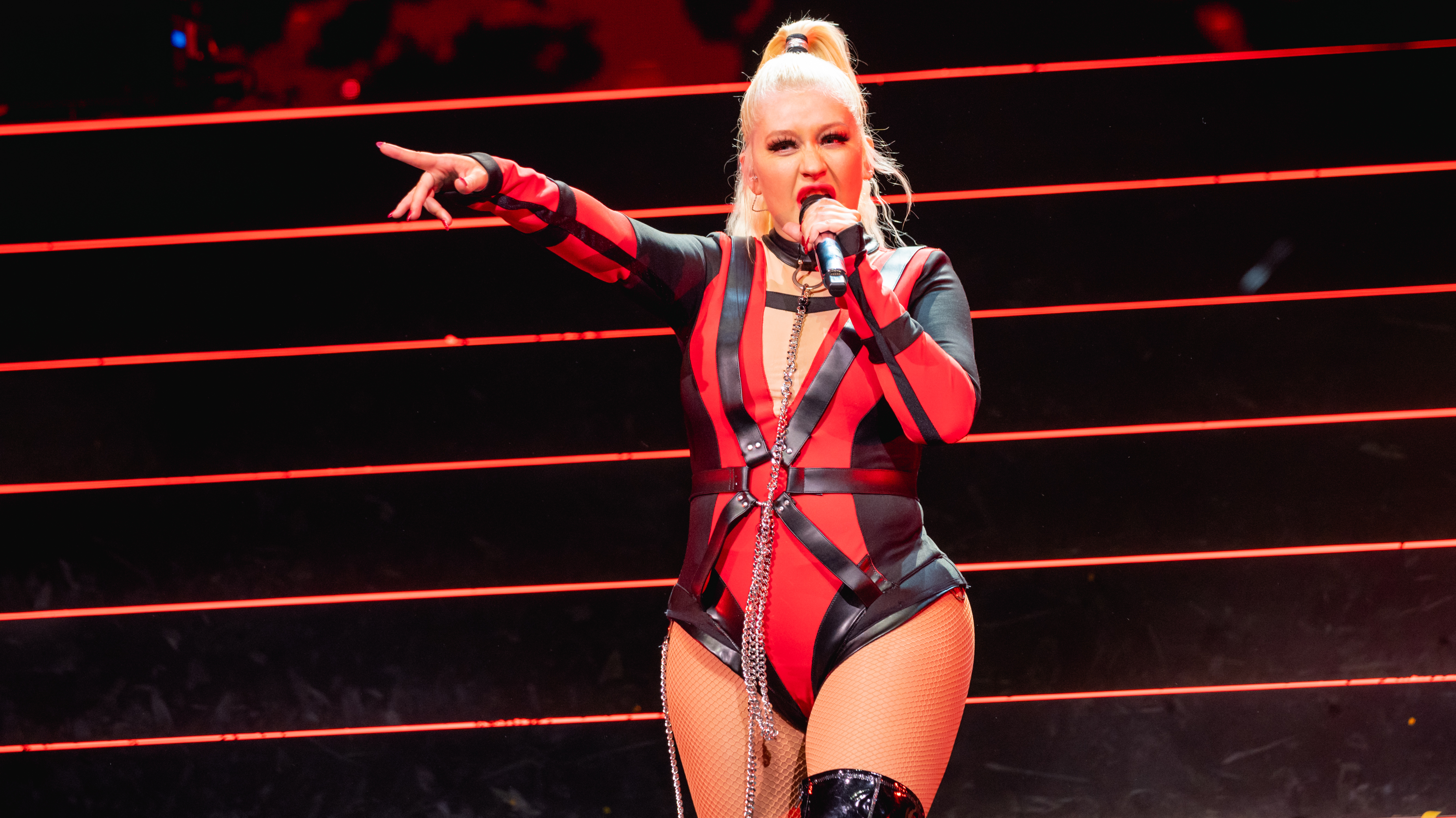
2019年

2012年11月に、前作が商業的に失敗したことから復活の意味を表す花である蓮をタイトルにした5枚目のオリジナル・アルバム『ロータス（Lotus）』をリリース。しかし前作を下回る売り上げとチャート成績に終わった。
2018年、6年ぶりとなるアルバム『リベレーション (Liberation)』を発売。
2022年、約20年ぶりとなるラテンアルバム『AGUILERA』をリリース。

## 人物
しばしば他のセレブからその態度を糾弾されることがある。ザ・ウォンテッドは『ザ・ヴォイス』に出演した際、アギレラが自分たちを見ようとせず、更には喋ろうともしなかったと明かし、メンバーのトム・パーカーは「少し怖く、失礼だった」とした。映画『ミーン・ガールズ』の出演俳優ダニエル・フランゼーゼはクリスティーナの大ファンであり、映画で「ビューティフル」を歌ったことなどを伝えたところ、「観たことないわ」と一言残すと、背中を向けて去って行ってしまったと明かした。これについてダニエルは「なんて失礼な態度だ」と思ったという。
「レディー・マーマレード」で共演したピンクは2023年のバズフィードとのインタビューの中でビデオの撮影が楽しくなかったとして「現場には色んな個性が居た。キムとマイアは良い人達だった。」と含みを持たせるコメントをした。更に同年の別のインタビューでは「私が間違えてクリスティーナの椅子に座ってしまったら彼女が激怒したの、激怒によって撮影が駄目になるんじゃないかと思うほど。私は彼女の椅子だなんて知らなかった。」と明かしている。
『ザ・ヴォイス』の審査員を務めていた際、毎回収録に2時間以上遅刻してくることから、番組側から罰金を請求された。

### 逮捕
2011年3月1日、恋人マシュー・ルトラーの車の助手席に乗っていた彼女は飲酒運転の疑いで逮捕されたが、250ドルを支払いその日に保釈された。ルトラーは3万ドルを支払い保釈されている。

### 発言
2016年6月10日のコンサート終了後、射殺されたクリスティーナ・グリミーのニュースを受け、NBCのテレビオーディション番組「The Voice」シーズン6にて、指導に名乗りを上げた1人であるアギレラは「クリスティーナの死に、とても悲しい思いです。Voiceファミリーの美しい一員であり、真のファイターだった。私の心は彼女の家族と友人、ファンのもとへ」と投稿した。

## 交際、子供
- 過去にバックダンサーのジョージ・サントスや俳優のルーク・ウィルソンと交際。
- 2005年に作曲家のジョーダン・ブラッドマン（Jordan Bratman）と結婚。
- 2008年1月11日にロサンゼルス市内で第一子となる男の子を出産[13]。
- 2010年10月12日、夫ジョーダンとの別居を公表[14]。
- 2010年10月に離婚を申請し、半年後に正式に離婚した。
- 2014年に恋人マシュー・ルトラーとバレンタインデーに婚約をし、同年8月16日に第二子となる女の子を出産。

## 受賞歴
- グラミー賞
  - 1999年 Best New Artist
  - 2001年 Best Pop Collaboration With Vocals - "Lady Marmalade"
  - 2003年 Best Female Pop Vocal Performance - "Beautiful"
  - 2006年 Best Female Pop Vocal Performance - "Ain't No Other Man"
  - 2015年 Best Pop Duo/Group Performance - "Say Something"

- ラテングラミー賞
  - 2001年 Best Female Pop Vocal Album - "Mi Reflejo"
  - 2022年 Traditional Pop Vocal Album - "AGUILERA"

## ディスコグラフィ

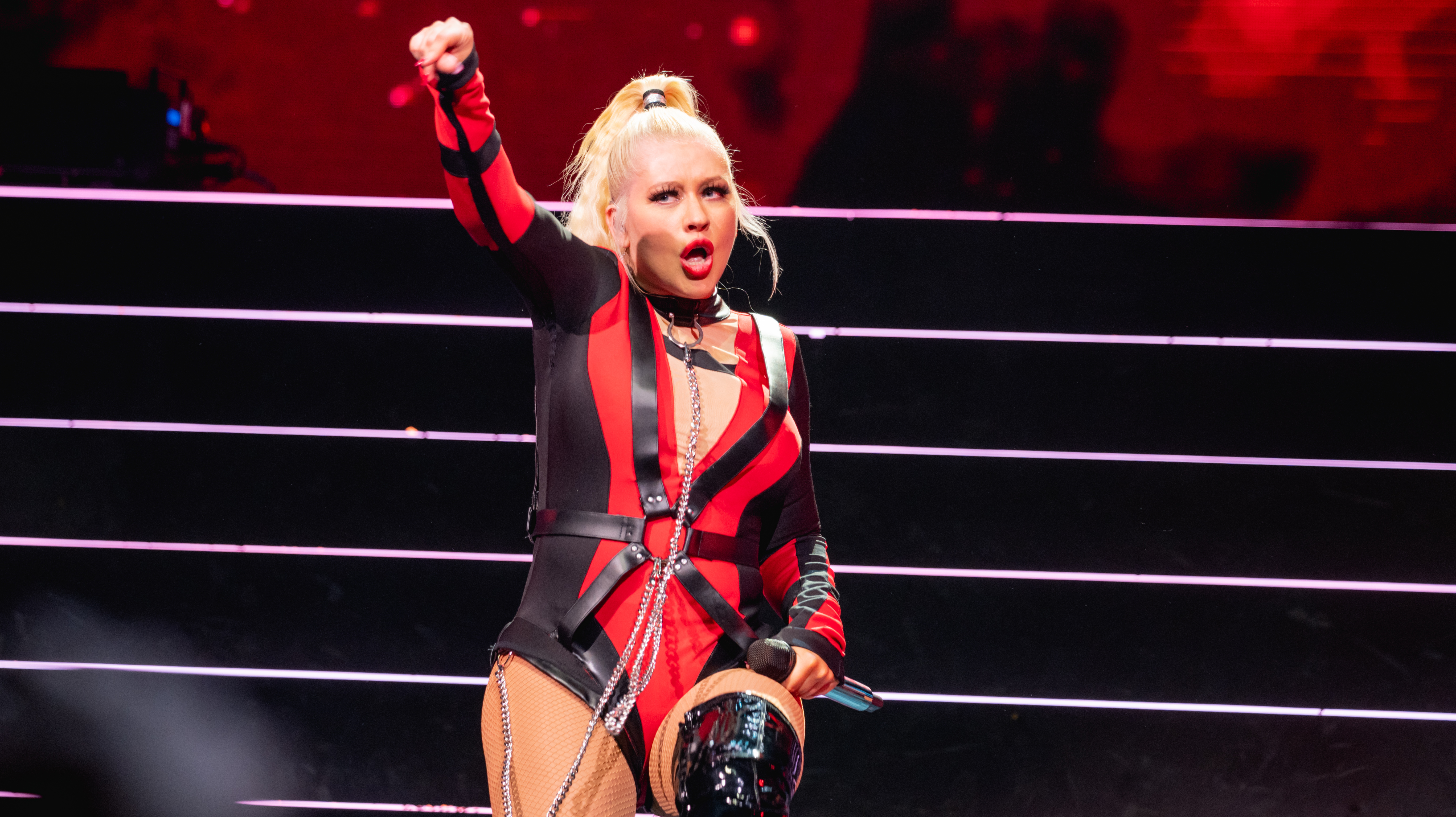
2019年

### アルバム
- Christina Aguilera (1999)
- Mi Reflejo (2000)
- My Kind of Christmas (2000)
- Stripped (2002) sales:
- Back to Basics (2006)
- Keeps Gettin' Better: A Decade of Hits (2008, ベスト盤)
- Bionic (2010)
- Lotus (2012)
- Liberation (2018)
- Aguilera (2022)

### シングル
- Reflection (1998年)
- Genie In A Bottle (1999年)
- What A Girl Wants (1999年)
- The Christmas Song (1999年)
- I Turn To You (2000年)
- Come On Over Baby(All I Want Is You) (2000年)
- Christmas Time (2001年)
- Nobody Wants To Be Lonely (Ricky Martin featuring.Christina Aguilera) (2001年)
- Solo Quiero Amarte [Nobody Wants To Be Lonely] (Ricky Martin featuring.Christina Aguilera) (2001年)
- Pero Me Acuerdo De Ti (2001年)　ラテンアメリカのみリリース
- Falsas Esperanzas (2001年)　ラテンアメリカのみリリース
- Lady Marmalade  (Christina Aguilera,Lil'Kim,Mýa&P!NK) (2001年)
- Dirrty featuring.Redman (2002年)
- Beautiful (2002年)
- Fighter (2003年)
- Can't Hold Us Down featuring.Lil'Kim (2003年)
- The Voice Within (2003年)
- Infatuation (2003年)　スペインのみリリース
- Car Wash featuring.Missy Elliott (2004年)
- Tilt Ya Head Back  (Nelly featuring.Christina Aguilera) (2004年)
- Ain't No Other Man (2006年)
- Hurt (2006年)
- Tell Me (with Diddy) (2006年)
- Candyman (2007年)
- Slow Down Baby (2007年)
- Oh Mother (2007年)
- Save Me From Myself (2008年)
- Keeps Gettin' Better (2008年)
- Dynamite (2009年)
- Not Myself Tonight (2010年)
- You Lost Me (2010年)
- Moves Like Jagger (Maroon5 featuring. Christina Aguilera) (2011年)
- Your Body (2012年)
- Just A Fool (2012年)
- We Remain (2013年)
- Say Something (A Great Big World featuring Christina Aguilera) (2013年)
- Change (2016年)
- Accelerate (2018年)
- Fall in Line (featuring Demi Lovato) (2018年)
- Like I Do (2018年)
- Fall on Me (A Great Big World and Christina Aguilera) (2019年)
- Loyal Brave True (2020年)
- Pa Mis Muchachas (2021年)

### DVD
- Genie Gets Her Wish (1999年)
- My Reflection (2000年)
- Stripped Live in the U.K. (2004年)
- Back To Basics : LIVE AND DOWN UNDER (2008年)

## 映画出演
- ザ・ローリング・ストーンズ シャイン・ア・ライト 2008
- バーレスク 2010　-　アリ（主役）
- ハービー・ハンコック ポシビリティーズ 2016
- 絵文字の国のジーン 2017 声の出演
- ホンモノの気持ち Zoe (2018年)  - ジュエルズ - 地域によりAmazonあるいはNetflixにて配信
- ライフ・オブ・ザ・パーティー Life of the Party （2018年） - 本人役

## 来日公演
- 2001年 Christina Aguilera Japan Tour

大阪厚生年金会館（1月30日）、NHKホール（1月31日）、渋谷公会堂（2月1日）
- 2003年 Stripped Tour In Japan

東京国際フォーラムホールA（12月1日～12月3日）
- 2007年 Back To Basics Tour

大阪城ホール（6月18日）、日本武道館（6月20日と6月21日）
- 2024年 SUMMER SONIC

万博記念公園（8月17日）、千葉マリンスタジアム（8月18日）